# ماركو يوهانسون
ماركو يوهانسون (بالسويدية: Marko Johansson) (25 أغسطس 1998 بالسويد - ) هو لاعب كرة قدم سويدي في مركز حراسة المرمى. لعب مع نادي مالمو.

## وصلات خارجية
- ماركو يوهانسون على موقع الاتحاد الأوربي (الإنجليزية)
- ماركو يوهانسون على موقع اتحاد السويد (السويدية)
- ماركو يوهانسون على موقع قاعدة بيانات كرة القدم.إي يو (الإنجليزية)
- ماركو يوهانسون على موقع Soccerway.com (الإنجليزية)
- ماركو يوهانسون على موقع عالم كرة القدم.نت (الإنجليزية)
- ماركو يوهانسون على موقع AS.com (الإسبانية)